# يوهان ياكوب كريستيان دونر
يوهان ياكوب كريستيان دونر (بالألمانية: Johann Jakob Christian Donner)‏ هو مترجم ألماني، ولد في 10 أكتوبر 1799 في كريفلد في ألمانيا، وتوفي في 28 مارس 1875 في شتوتغارت في ألمانيا.